# Heidi Biebl

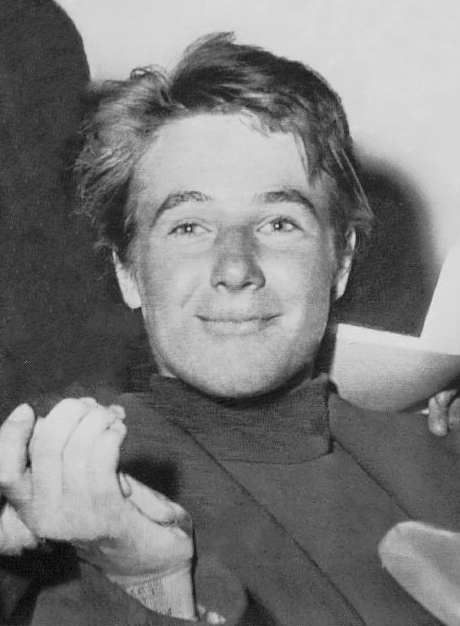
Heidi Biebl in 1960

Heidi Biebl (Oberstaufen, 17 februari 1941 - Immenstadt im Allgäu, 20 januari 2022) was een Duitse alpineskiester.
Heidi Biebl was tweemaal deelneemster op de Olympische Winterspelen (in 1960 en 1964), welke tevens als Wereldkampioenschappen alpineskiën golden. Op de Winterspelen van 1960 werd ze, de dag na haar 19e verjaardag, olympisch kampioene (en wereldkampioene) op de discipline slalom. Bij haar deelname aan de Winterspelen van 1964 behaalde ze zowel op de afdaling als de slalom de vierde plaats.

## Kampioenschappen
| Jaar | Resultaat         | Discipline   | Kampioenschap                         |
| ---- | ----------------- | ------------ | ------------------------------------- |
| 1960 | Goud              | afdaling     | OS/WK Squaw Valley (Verenigde Staten) |
|      | 37e               | reuzenslalom | OS/WK                                 |
|      | 21e               | slalom       | OS/WK                                 |
| 1964 | 4e                | afdaling     | OS/WK Innsbruck (Oostenrijk)          |
|      | 4e                | slalom       | OS/WK                                 |
|      | gediskwalificeerd | reuzenslalom | OS/WK                                 |